# Bộ Nông nghiệp và Hợp tác xã (Thái Lan)
Bộ Nông nghiệp và Hợp tác xã (Viết tắt: MOAC; tiếng Thái: กระทรวงเกษตรและสหกรณ์, RTGS: Krasuang Kaset Lae Sahakon) là một bộ nội các thuộc chính phủ Thái Lan. Bộ này là một trong những bộ lâu đời nhất trong chính phủ, nó tồn tại từ thế kỷ 14. Bộ này chịu trách nhiệm quản lý các chính sách nông nghiệp, lâm nghiệp, tài nguyên nước, thủy lợi, thúc đẩy và phát triển nông dân và hệ thống hợp tác xã, bao gồm sản xuất nông nghiệp và các sản phẩm. Vì Thái Lan là một quốc gia nông nghiệp có truyền thống nông nghiệp mạnh mẽ, bộ này là một trong những cơ quan quan trọng trong chính phủ. 

## Lịch sử
Trong thời kỳ Vương quốc Ayutthaya một trong bốn bộ của nhà vua là "Kromma Na" (tiếng Thái: กรมนา) hoặc bộ nông nghiệp. Được thành lập vào năm 1350, Bộ này chịu trách nhiệm phòng ngừa và giải quyết các xung đột về lúa gạo, các loại cây trồng khác và vật nuôi. Cuối cùng, bộ này đã giành được nhiều quyền hạn hơn từ nhà vua để quản lý cải cách ruộng đất, thủy lợi và chăn nuôi, thu thập thóc gạo vỡ cho kho thóc của hoàng gia, quản lý đất đai của nhà vua, giải quyết xung đột về quyền sở hữu đất đai và bổ nhiệm các viên chức vào các thị trấn tỉnh.
Trong thời kỳ Vương quốc Rattanakosin và thời kỳ sau đó, tên của bộ đã thay đổi nhiều lần. Vào năm 1892 nó đổi thành "Bộ Kasetpanichakarn"; vào năm 1898 đổi thành "Bộ Kasettrathikarn"; vào năm 1932 đổi thành "Bộ Kasetpanichayakarn"; vào năm 1933 đổi thành "Bộ Setthakarn"; vào năm 1935 đổi thành "Bộ Kasettrathikarn"; vào năm 1952 đổi thành "Bộ nông nghiệp"; và cuối cùng là tên hiện tại, "Bộ Nông nghiệp và Hợp tác xã" vào năm 1972.

## Ngân sách
Ngân sách tài chính năm 2019 của bộ là 108.997 triệu baht, giảm từ 122.573 triệu baht vào năm 2018. Cục Thủy lợi Hoàng gia (RID) của bộ chiếm hơn 50% ngân sách của bộ.